# Michael G. Wilson
Michael G. Wilson (ur. 21 stycznia 1942 w Nowym Jorku) – amerykański producent filmowy.
Pasierb słynnego producenta Alberta R. Broccoliego, założyciela wytwórni EON Productions i współtwórcy kinowego sukcesu Jamesa Bonda, postaci stworzonej przez Iana Fleminga. Wraz z córką Broccoliego, a swoją przyrodnią siostrą, Barbarą Broccoli, kontynuuje pracę ojczyma nad kolejnymi filmami serii o agencie 007.